# Virulência

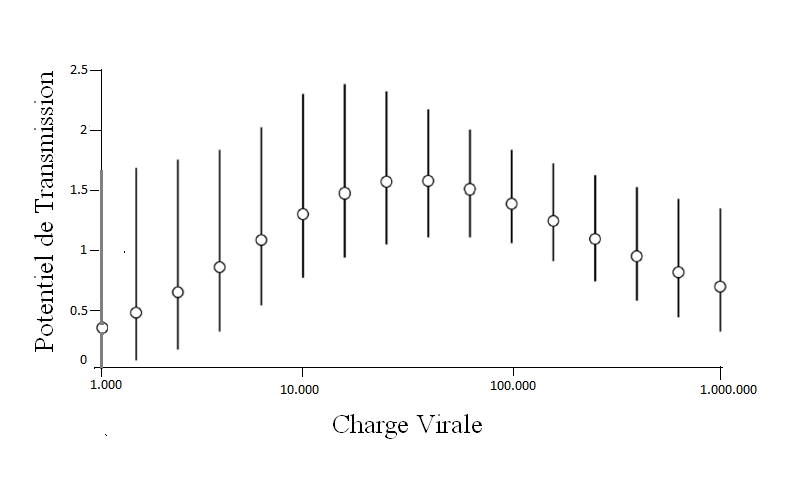
Gráfico relacionando a carga viral (abscissa) com a sua transmissibilidade correspondente (ordenada)

Virulência (do termo latino virulentia) é o grau de patogenicidade de um agente infeccioso, que se expressa pela gravidade da doença, especialmente pela letalidade e pela proporção de casos com sequelas.

## Virulência bacteriana
A capacidade das bactérias para causar doença é descrita em termos do número de bactérias infectantes, a via de entrada para dentro do corpo, os efeitos dos mecanismos de defesa do hospedeiro e as características intrínsecas das bactérias chamadas factores de virulência.

## Virulência viral
O fator de virulência viral determina se a infecção ocorre e o quão graves são os sintomas da doença viral. Os vírus, frequentemente, requerem proteínas receptoras em células hospedeiras com a qual eles se ligam especificamente. Tipicamente, estas proteínas da célula hospedeira sofrem endocitose do vírus ligado; em seguida, o vírus entra na célula hospedeira.